# سیریل وایدنبورنر
سیریل وایدنبورنر (انگلیسی: Cyril Weidenborner؛ ۳۰ مارس ۱۸۹۵ – ۲۶ نوامبر ۱۹۸۳ (۸۸ سال)) ورزشکار هاکی روی یخ اهل ایالات متحده آمریکا بود.
وی در مسابقات کشوری و بین‌المللی در مجموع برندهٔ ۱ مدال نقره شده‌است.